# Mimela opalina
Mimela opalina är en skalbaggsart som beskrevs av Ohaus 1902. Mimela opalina ingår i släktet Mimela och familjen Rutelidae. Inga underarter finns listade i Catalogue of Life.